# Isla de Talavera
Talavera (Talavera Island), también conocida como Condona,  es una isla situada en Filipinas, adyacente a la de Mindanao. Administrativamente forma parte del término municipal de Taganaán perteneciente a  la provincia de Surigao del Norte situada en la Región Administrativa de Caraga, también denominada Región XIII.

## Geografía
Isla situada 20 km al este de la ciudad de  Surigao; entre la bahía de Cagutsán que la separa de la isla de Masapelid y el estrecho de Banug que la separa de la isla de Gutuán, rodeada por el canal de Gutuán situado al norte.
Al norte de la isla se encuentran los islotes de Sagisi, próximo a la isla de Bayagaán y de Banog Banog junto a Guntuán.

## Localidades
La isla cuenta con una población de 2.698 habitantes correspondientes al barrio rural de  Talavera, el más poblado del municipio.